# Walter Bruch
Pour les articles homonymes, voir Bruch.
Walter Bruch, né le 2 mars 1908 à Neustadt an der Weinstraße et mort le 5 mai 1990 à Hanovre, est un ingénieur allemand, célèbre pour son invention du système de télévision en couleur PAL à la fin des années 1960.

## Prix et distinctions
- 1967 : Grand officier de l'ordre du Mérite de la République fédérale d'Allemagne
- 1973 : Prix culturel de la Société allemande de photographie
- 1975 : Werner von Siemens Ring